# Neadelphus protae
Neadelphus protae là một loài côn trùng trong họ Ascalaphidae thuộc bộ Neuroptera. Loài này được MacLeod miêu tả năm 1971.